# Beata Podwysocka
Beata Podwysocka (ur. 18 maja w Olsztynie) – polska artystka fotograf, uhonorowana tytułem Artiste FIAP (AFIAP). Członkini i Artystka Fotoklubu Rzeczypospolitej Polskiej Stowarzyszenia Twórców (AFRP). Członkini Warmińsko-Mazurskiego Stowarzyszenia Fotograficznego Blur.

## Życiorys
Beata Podwysocka związana z olsztyńskim środowiskiem fotograficznym, mieszka, pracuje i tworzy w Olsztynie. Jej debiut artystyczny przypadł na rok 2010, od tego czasu aktywnie prezentuje swoje fotografie w Polsce i za granicą (konkursy, wystawy). Jest absolwentką I Liceum Ogólnokształcącego im. Adama Mickiewicza w Olsztynie oraz Uniwersytetu Mikołaja Kopernika w Toruniu. Obecnie jest wykładowcą na Uniwersytecie Warmińsko-Mazurskim w Olsztynie oraz tłumaczem przysięgłym języka angielskiego. Jest współzałożycielką (wspólnie z Adamem Bertrandem i Rafałem Kaźmierczakiem) galerii fotograficznej At Friends’ Gallery. 
Beata Podwysocka jest autorką i współautorką wielu wystaw fotograficznych; indywidualnych i zbiorowych, poplenerowych oraz pokonkursowych; krajowych i międzynarodowych. Bierze aktywny udział w Międzynarodowych Salonach Fotograficznych, organizowanych (między innymi) pod patronatem FIAP, zdobywając wiele akceptacji, medali, nagród, wyróżnień, dyplomów, listów gratulacyjnych. Prowadzi wiele spotkań, warsztatów, prezentacji fotograficznych – organizowanych (m.in.) przez Warmińsko-Mazurskie Stowarzyszenie Fotograficzne Blur. Szczególne miejsce w twórczości artystki zajmuje fotografia pobudzająca wyobraźnię, umiejętnie wykorzystująca artystyczne walory kształtów, kolorów, faktur i geometrii oraz światła – jego odbicia i cienia. Jej prace były publikowane w Gazecie Olsztyńskiej oraz Black and White Magazine.  
W 2014 roku została przyjęta w poczet członków Fotoklubu Rzeczypospolitej Polskiej Stowarzyszenia Twórców (legitymacja nr 354). Pokłosiem udziału w Międzynarodowych Salonach Fotograficznych (pod patronatem FIAP) było przyznanie Beacie Podwysockiej tytułu honorowego Artiste FIAP (AFIAP) – w 2015 roku – przez Międzynarodową Federację Sztuki Fotograficznej FIAP, z siedzibą w Luksemburgu. 
Prace Beaty Podwysockiej zaprezentowano w Almanachu (1995–2017), wydanym przez Fotoklub Rzeczypospolitej Polskiej Stowarzyszenie Twórców.

## Wystawy indywidualne
| Lp. | Tytuł wystawy           | Miejsce                                                 | Data | Miejscowość |
| --- | ----------------------- | ------------------------------------------------------- | ---- | ----------- |
| 1   | Świat według Beaty P    | Galeria Cafe Młynek                                     | 2012 | Olsztyn     |
| 2   | Jesteś tym, co widzisz  | Winiarnia Winomania                                     | 2012 | Olsztyn     |
| 3   | Faktury i struktury     | Galeria Stary Ratusz Wojewódzkiej Biblioteki Publicznej | 2012 | Olsztyn     |
| 4   | Nierzeczywistość rzeczy | Biuro Wystaw Artystycznych                              | 2015 | Sieradz     |
| 6   | Nierzeczywistość rzeczy | Centrum Edukacji i Inicjatyw Kulturalnych               | 2016 | Olsztyn     |

Źródło

## Wystawy zbiorowe
| Lp. | Tytuł wystawy                  | Miejsce                           | Data | Miejscowość     | Kraj            |
| --- | ------------------------------ | --------------------------------- | ---- | --------------- | --------------- |
| 1   | Open (online)                  | Light Space & Time Online Gallery | 2011 | Floryda         | USA             |
| 2   | All Photography (online)       | Light Space & Time Online Gallery | 2011 | Floryda         | USA             |
| 3   | Abstract Expressions (online)  | Photo Place Gallery               | 2012 | Middlebury      | USA             |
| 4   | Imagination                    | A Smith Gallery                   | 2012 | Johnson City    | USA             |
| 5   | Winter                         | A Smith Gallery                   | 2012 | Johnson City    | USA             |
| 6   | Play                           | A Smith Gallery                   | 2012 | Johnson City    | USA             |
| 7   | Magia papieru                  | Galeria Pod Starym Dębem          | 2012 | Wikno k/Nidzicy | Polska          |
| 8   | Shadows                        | A Smith Gallery                   | 2013 | Johnson City    | USA             |
| 9   | Lustra                         | Centrum Sztuki Cartonownia        | 2013 | Warszawa        | Polska          |
| 10  | Są różne bajki                 | Biblioteka Publiczna              | 2013 | Warszawa        | Polska          |
| 11  | Obiektywni.pl                  | Uczelnia Łazarskiego              | 2013 | Warszawa        | Polska          |
| 12  | Blur Przestrzeń                | Galeria Awangarda Bis             | 2013 | Olsztyn         | Polska          |
| 13  | Blur Portret                   | Galeria Awangarda Bis             | 2013 | Olsztyn         | Polska          |
| 14  | City All Dimensions            | Tokarska Gallery                  | 2013 | Londyn          | Wielka Brytania |
| 15  | IX Olsztyńskie Biennale Sztuki | Biuro Wystaw Artystycznych        | 2015 | Olsztyn         | Polska          |
| 16  | VI Foto Art Festival           | FotoOpen                          | 2015 | Bielsko-Biała   | Polska          |
| 17  | Landscape Sky and Earth        | Photo Place Gallery               | 2015 | Middlebury      | USA             |
| 18  | Light and Shadow               | PH21 Gallery                      | 2015 | Budapeszt       | Węgry           |

Źródło